# Wilhelm Marx von Marxberg

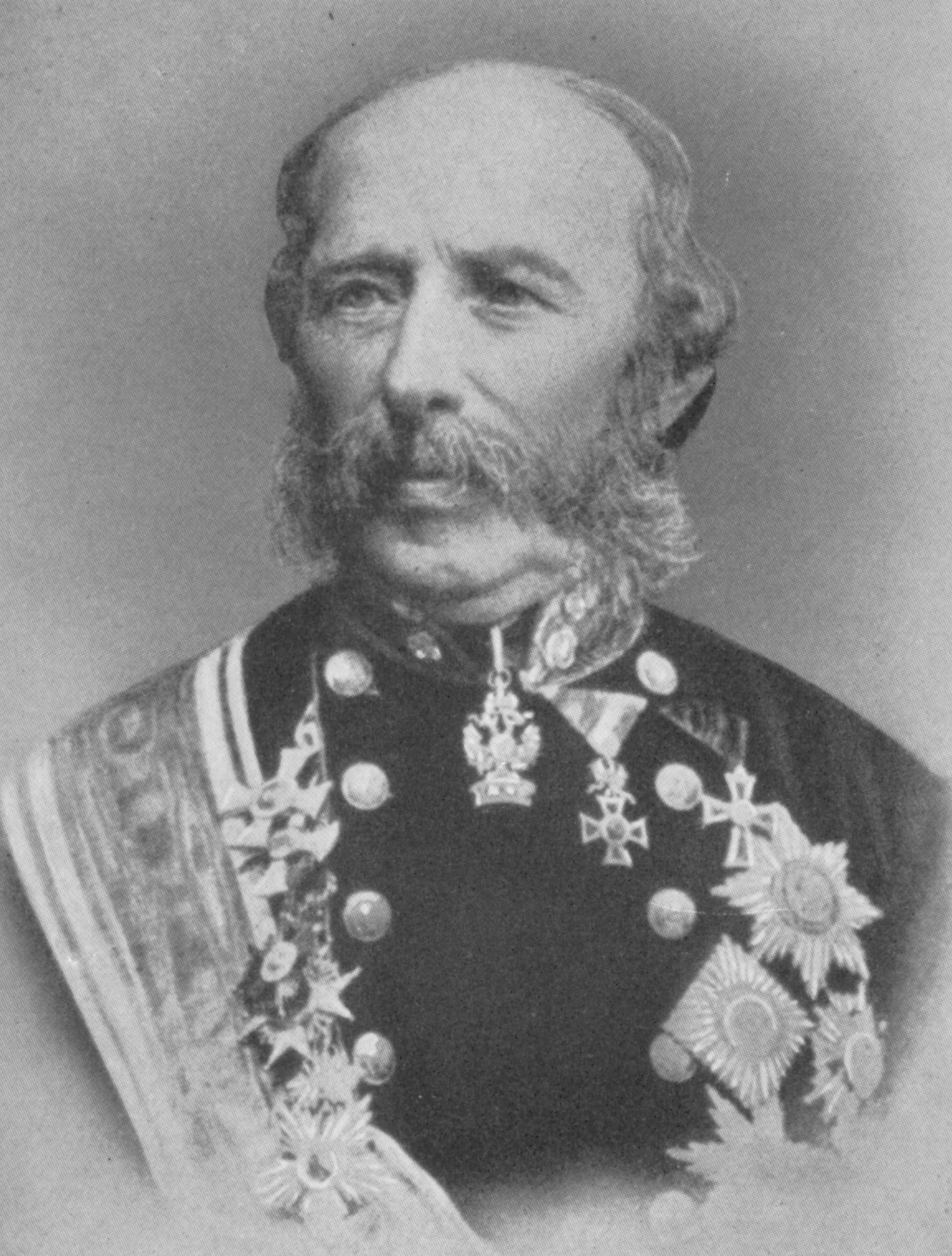
Wilhelm Marx von Marxberg

Wilhelm Marx (* 21. Dezember 1815 in Großseelowitz, Mähren; † 22. August 1897 in Mödling bei Wien; ab 1875 Wilhelm Marx von Marxberg; ab 1881 Wilhelm Freiherr Marx von Marxberg) war österreichischer Jurist und Wiener Polizeipräsident.

## Leben
Von 1827 bis 1832 besuchte er das Staats-Obergymnasium in Brünn. Wilhelm Marx studierte von 1834 bis 1838 Jus an der Universität Wien und trat dann als Praktikant beim Stiftsgericht des Schottenstiftes ein. Er legte die Richteramtsprüfung ab und wurde Konzeptspraktikant bei der Wiener Polizeioberdirektion. Im Revolutionsjahr 1848 war er an der Ausforschung der Wiedner Plünderer und der Mörder von Kriegsminister Theodor Baillet von Latour beteiligt. 
1852 wurde er Polizeidirektor II. Klasse von Kaschau in der heutigen Ostslowakei, das damals zum bis 1867 von Wien aus regierten Königreich Ungarn gehörte. 1871 wurde er zum Polizeidirektor von Prag ernannt. Während der Wiener Weltausstellung 1873, die mit einem Großeinsatz der Wiener Polizei verbunden war, wurde er zum Polizeipräsidenten von Wien berufen, da sein Vorgänger plötzlich verstorben war. 1874 bewirkte er die 1875 begonnene und erst 1945 zu Ende gegangene Nutzung eines ehemaligen Hotelgebäudes in Wien 1., Schottenring 11, als k.k. Polizeidirektion. 1875 wurde er nobilitiert, 1881 zum Freiherrn erhoben.
1874 und 1875 war Marx von Marxberg gemeinsam mit seiner Frau Louise in Karlsbad zur Kur, wie Karl Marx uns überliefert hat. Am 10. September 1880 hatte er dem Berliner Polizeipräsidenten Guido von Madai eine Abschrift des Protokolls des ersten illegalen Parteitages der Sozialistischen Arbeiterpartei Deutschlands vom Wydener Parteikongreß 1880 übersandt.
Nach dem Ringtheaterbrand im Dezember 1881 wurde er wegen aufgetretener Sicherheitsmängel kritisiert, reichte daraufhin seine Demission ein und wurde 1882 pensioniert.
Wilhelm Marx von Marxberg hatte eine Tochter Hermine Freiin von Marxberg (* 6. November 1886; † 15. Juli 1981).

## Werke
- Die Polizeiverwaltung Wiens im Jahre 1877. Zusammengestellt und herausgegeben von dem Präsidium der K. K. Polizei-Direction, Vorrede von Marx Ritter von Marxberg. Hölder, Wien 1879
- Die Polizeiverwaltung Wiens im Jahre 1878. Zusammengestellt und herausgegeben von dem Präsidium der K. K. Polizei-Direction, Vorrede von Marx Ritter von Marxberg. Hölder, Wien 1880